# Волк, Виктория Васильевна
Виктория Васильевна Волк (бел. Вікторыя Васільеўна Волк; род. 5 ноября 2002 года, Мозырь, Беларусь) — белорусская спортсменка, борец вольного стиля. Четырёхкратная чемпионка Беларуси. Мастер спорта по вольной борьбе.

## Биография
Виктория Волк родилась 5 ноября 2002 года в городе Мозырь Республики Беларусь. Воспитанница СДЮШОР № 1 «Динамо» города Мозырь. Первыми тренерами Виктории были Юрий Барковский и Валерий Царанок.

## Спортивная карьера
Виктория Волк впервые выиграла первенства Республики Беларусь среди кадетов (до 17 лет) в начале мая 2017 года в весовой категории до 52 кг, так же стала финалисткой первенства Европы среди школьников в Сербии. В июне 2017 года участвовала на первенстве Европы среди кадетов, но потерпела неудачу. В 2018 повторила прошлогодний успех на первенстве страны. В 2019 году стала победительницей первенства страны среди юниоров (до 20 лет). Участница юношеского олимпийского фестиваля в Баку (Азербайджан) и первенства мира в Эстонии 2019. В начале 2020 впервые выиграла взрослый чемпионат Беларуси в весе до 55 кг. В январе 2021 года снова выступила на взрослом чемпионате Белоруссии, где заняла третье место в весовой категории до 53 кг. В феврале 2021 года выиграла снова первенство страны среди юниоров и стала финалисткой первенства Беларуси среди борцов до 23 лет в весе до 55 кг. Участница первенства мира и Европы среди юниоров 2021 года. В начале января 2022 года стала во второй раз чемпионкой страны среди взрослых. В конце январе 2022 года дебютировала на престижнейшем международном турнире гран-при Иван Ярыгин в Красноярске (Россия), но стала лишь 15-й. В феврале 2022 года выиграла на первенстве Республики Беларусь среди борцов до 23 лет, затем выступила на международном турнире Дан Колов-Никола Петров в Болгарии став пятой. В сентябре 2022 года выиграла бронзовую медаль на гран-при Александр Медведь в Минске. В январе 2023 года в третий раз выиграла чемпионат Беларуси. В апреле 2024 года выиграла первенство Республики Беларусь до 23 лет. В мае 2024 года добыла бронзовую медаль на первенстве Европы среди спортсменок до 23 лет в Баку. В августе 2024 года в четвёртый раз выиграла чемпионат Беларуси в весе до 53 кг. В январе 2025 года в третий раз выиграла первенство Беларуси до 23 лет в весовой категории до 55 кг. В марте 2025 года стала бронзовой медалисткой первенства Европы до 23 лет в Албании.

## Спортивные результаты
Взрослый уровень
- 2020, 2022, 2023, 2024 Чемпионат Беларуси — ;
- 2021 Чемпионат Беларуси — ;
- 2023 II Игры стран СНГ — ;
- 2023 Александр Медведь — ;

Юниорский уровень
- 2021 Первенство Республики Беларусь — ;
- 2021 Первенство Республики Беларусь до 23 лет — ;
- 2022, 2024 Первенство Республики Беларусь до 23 лет — ;
- 2024, 2025 Первенство Европы до 23 лет — ;